# Cratere Timbuktu
Timbuktu  è un cratere sulla superficie di Marte.